# Cosmiocryptus euprepes
Cosmiocryptus euprepes är en stekelart som först beskrevs av Porter 1967.  Cosmiocryptus euprepes ingår i släktet Cosmiocryptus och familjen brokparasitsteklar. Inga underarter finns listade i Catalogue of Life.